# Polytaenium anetioides
Polytaenium anetioides är en kantbräkenväxtart som först beskrevs av Christ, och fick sitt nu gällande namn av James Everhard Benedict. Polytaenium anetioides ingår i släktet Polytaenium och familjen Pteridaceae. Inga underarter finns listade.